# Бецдорф (Німеччина)
Бецдорф (нім. Betzdorf) — місто в Німеччині, розташоване в землі Рейнланд-Пфальц. Входить до складу району Альтенкірхен. Центр об'єднання громад Бецдорф.
Площа — 9,57 км2. Населення становить 10 076 ос. (станом на 31 грудня 2020).